# Jardín japonés Hagiwara de San Francisco
Hagiwara Tea Garden ( en español: Jardín de té Hagiwara o Jardín japonés Hagiwara de San Francisco), es un jardín japonés y jardín botánico de 2 hectáreas (5 acres) de extensión, localizado en San Francisco, California.
El Jardín de té Hagiwara es una atracción muy popular del Golden Gate Park, originalmente construido como una expansión, parte de una feria mundial la California Midwinter International Exposition of 1894.
Es el jardín japonés público más antiguo de la Estados Unidos, este complejo de numerosos senderos, estanques y una casa de té cuenta con plantas japonesas y chinas nativas. Alberga también varias esculturas y puentes.

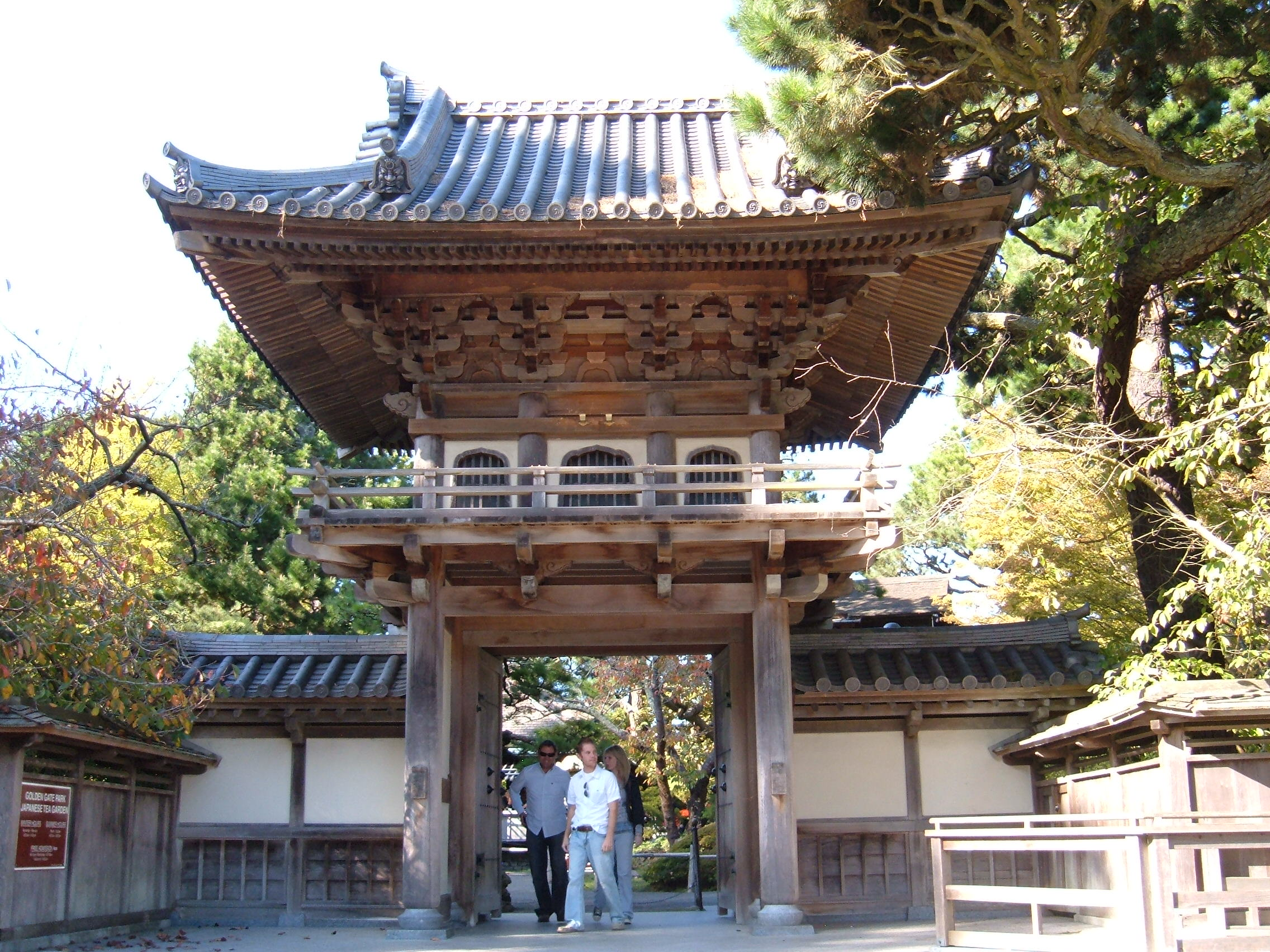
Entrada principal del "Hagiwara Tea Garden".

## Localización
Se ubica en un recinto delimitado en el interior del Golden Gate Park de San Francisco.
Hagiwara Tea Garden Golden Gate Park, San Francisco, San Francisco county CA 94118 California United States of America-Estados Unidos de América.
Planos y vistas satelitales.37°46′12″N 122°28′13″O / 37.77000, -122.47028
La entrada es gratuita, antes de las 10 a. m., los lunes, miércoles y viernes. El resto de días y horas la entrada es de pago.

## Historia

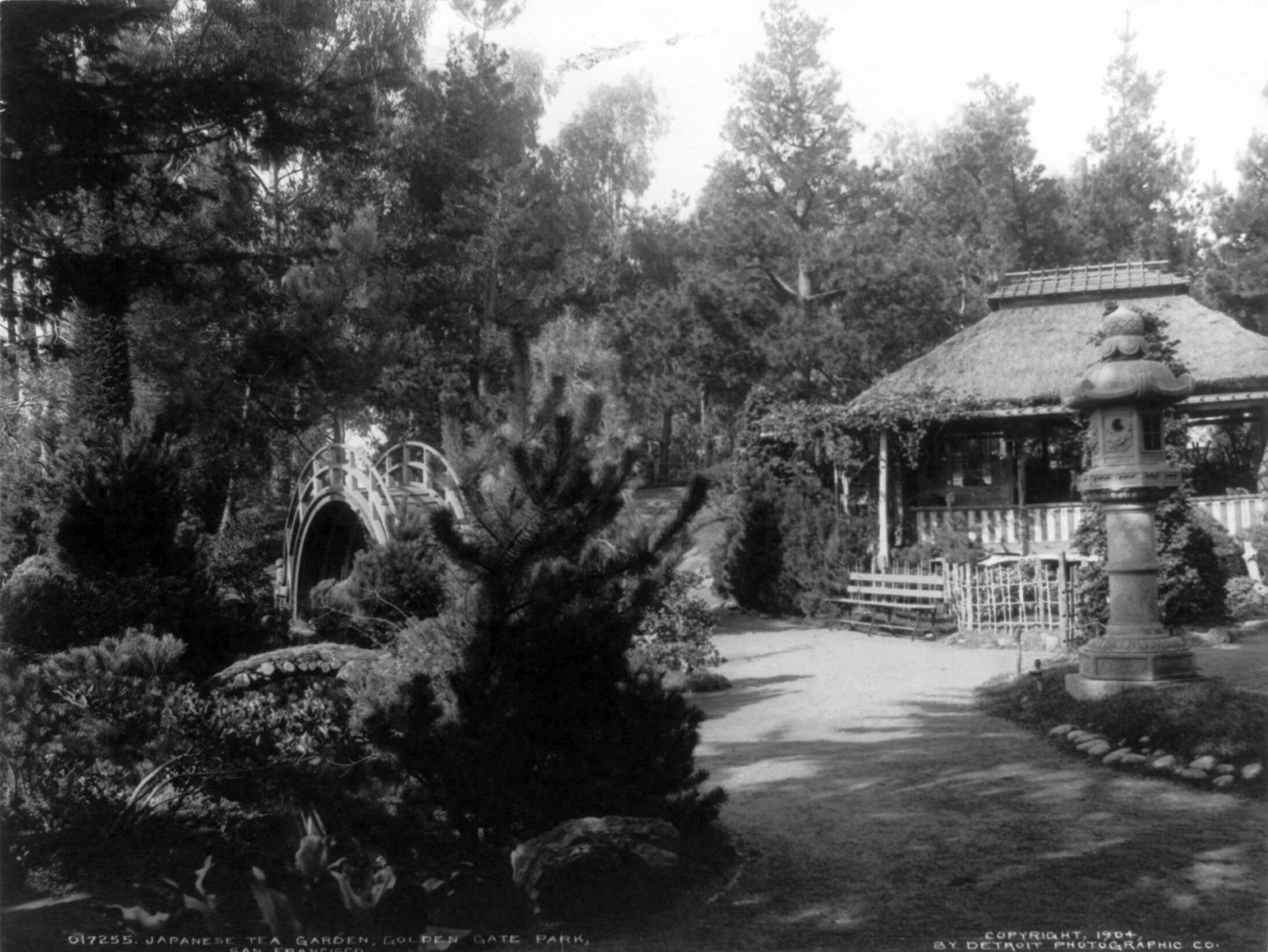
El jardín de té en 1904

Después de la celebración de la Feria Mundial de 1894, Makoto Hagiwara, un inmigrante y jardinero japonés, se acercó a John McLaren con la idea de convertir la exposición temporal en un parque permanente. Hagiwara supervisó personalmente la construcción del jardín de té japonés y fue cuidador oficial del jardín de 1895 a 1925. 
Hagiwara pidió específicamente que se importaran de Japón unos miles de cerezos de flor, así como otras plantas nativas, aves, y los famosos peces de colores Koi. 
Después de que la Exposición Internacional Panamá-Pacífico de San Francisco de 1915 cerrara sus puertas, obtuvo las dos grandes puertas ornamentales de madera, y probablemente también la prominente pagoda de cinco pisos del jardín de té, del enclave japonés de esa feria.
La familia de Hagiwara vive y mantiene el jardín de té japonés hasta 1942, cuando la Orden Ejecutiva 9066 los obligó a salir de San Francisco y trasladarse a un campo de internamiento con miles de otras familias estadounidenses de origen japonés. El jardín fue rebautizado como "Oriental Tea Garden" y cayó en la desidia.
En 1949, un gran Buda de bronce, originalmente creado en Tajima, Japón, en 1790, se trasladó al jardín gracias a la donación de la "S & G Gump Company". El nombre de "Jardín de Té japonés" fue reintegrado oficialmente en 1952. 
En 1953 se le incorporó el Jardín Zen, diseñado por el Nagao Sakurai y que representa una versión moderna de kare sansui (un jardín seco que simboliza una escena en miniatura de montaña completa con una cascada de piedra y pequeña isla rodeada por un río de grava) se dedicó al mismo tiempo que la linterna de la Paz de 9,000-libras (4,100 kg), que fue comprada por las contribuciones de los niños japoneses y presentado en su nombre como símbolo de amistad hacia las generaciones futuras.
Nagao Sakurai también rediseñó el área frente a la casa de té.

## Galletas de la suerte y el Jardín de té

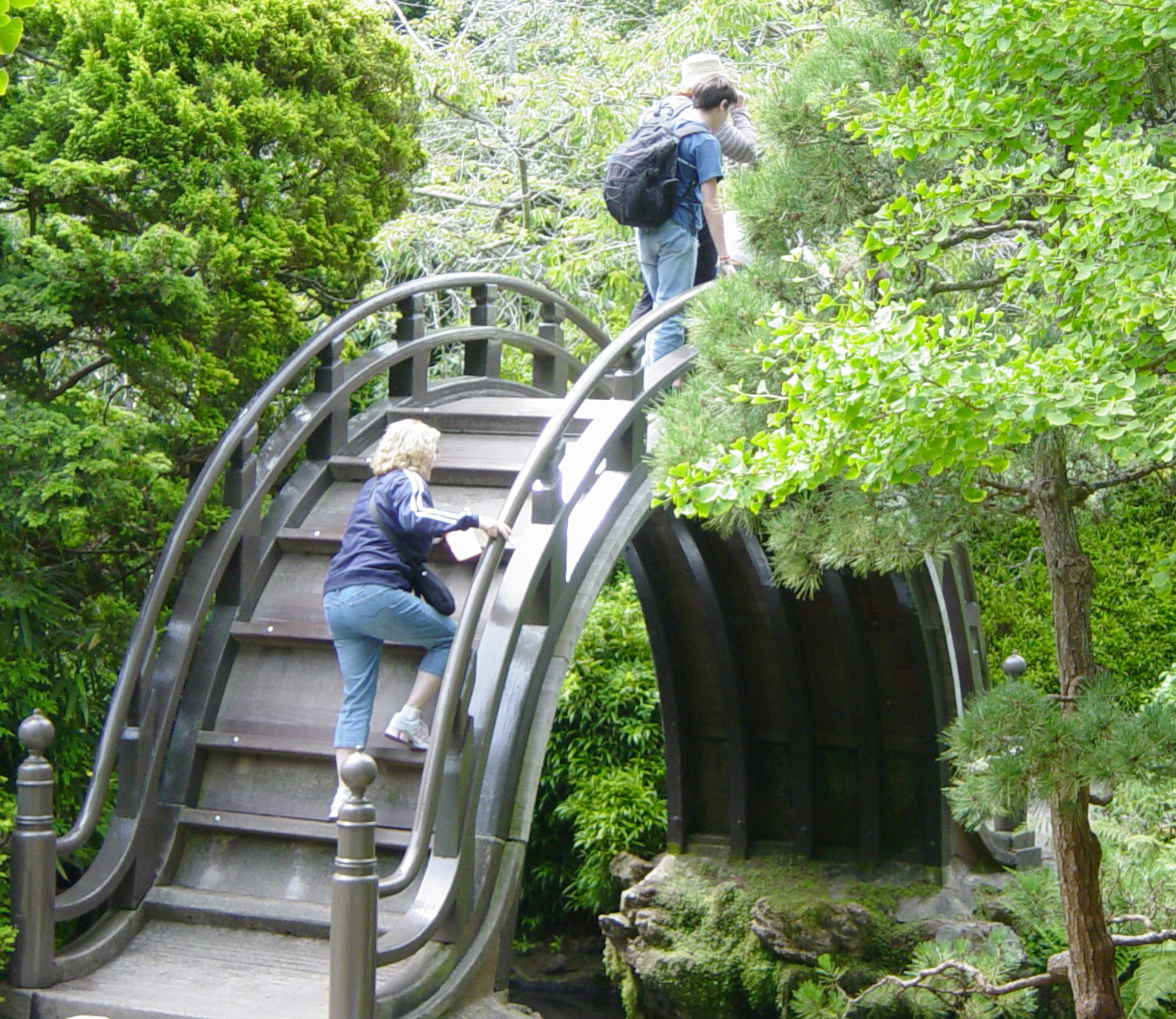
Un decorativo Puente Luna en el jardín de té.

La primera evidencia de las galletas de la suerte ( o también galleta de la fortuna) en los Estados Unidos es en relación con este jardín de té. Los descendientes de Makoto Hagiwara reclaman la introducción de la galleta de la suerte a los Estados Unidos desde Japón. A los visitantes del jardín se sirven galletas de la suerte hechas por una panadería de San Francisco, Benkyodo.
Ahora se sabe que galletas de la fortuna se originó en Japón ya en 1878.

## Servicios
A pesar de que no está permitido hacer pícnic en el parque, hay un comedor al aire libre disponible para los visitantes que deseen adquirir la especialidades de tés, comidas y meriendas. El parque también cuenta con arreglos florales cerca de los estanques de  kois.

## Colecciones
El jardín japonés tiene tres charcas a diferentes niveles que están interconectadas con arroyos.
Las charcas fueron repobladas con peces koi que fueron enviados expresamente desde Okayama en 1966. 
Las plantas del jardín en su mayoría son plantas indígenas del Japón y de China destacando colecciones de wisterias, lavandas, cerezos, camelias y azaleas entre otras, dependiendo de la temporada.
Algunos especímenes vegetales del "Hagiwara Tea Garden".

Especímenes
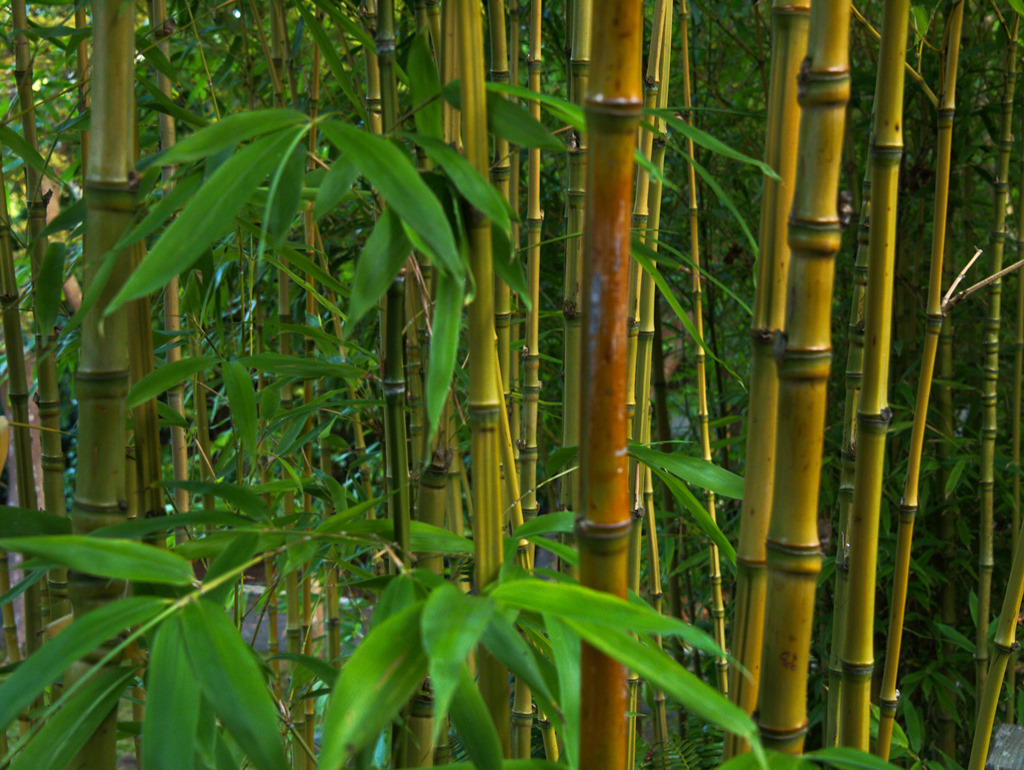
Bosquete de bambús en el Hagiwara Tea Garden.
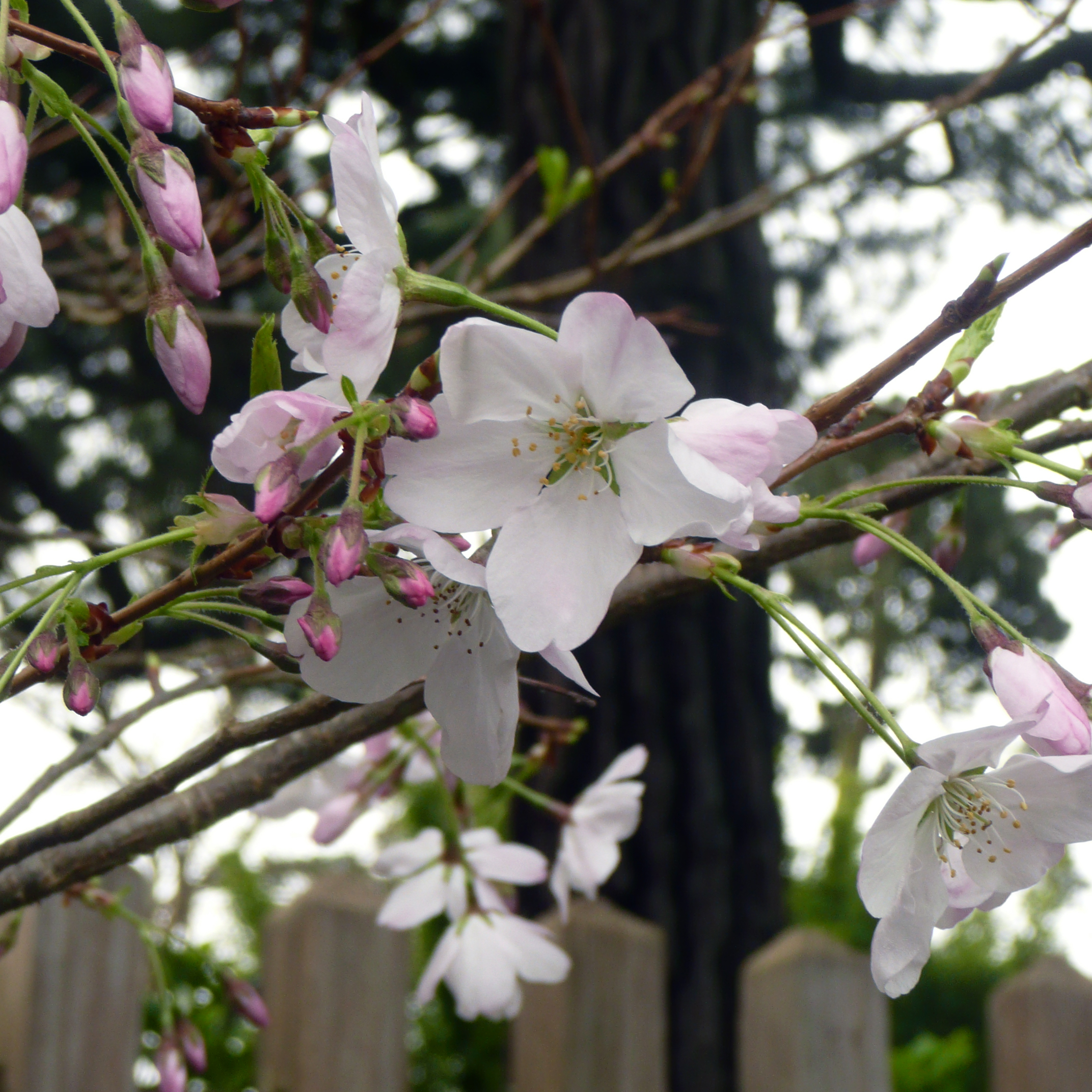
Flores de cerezos.
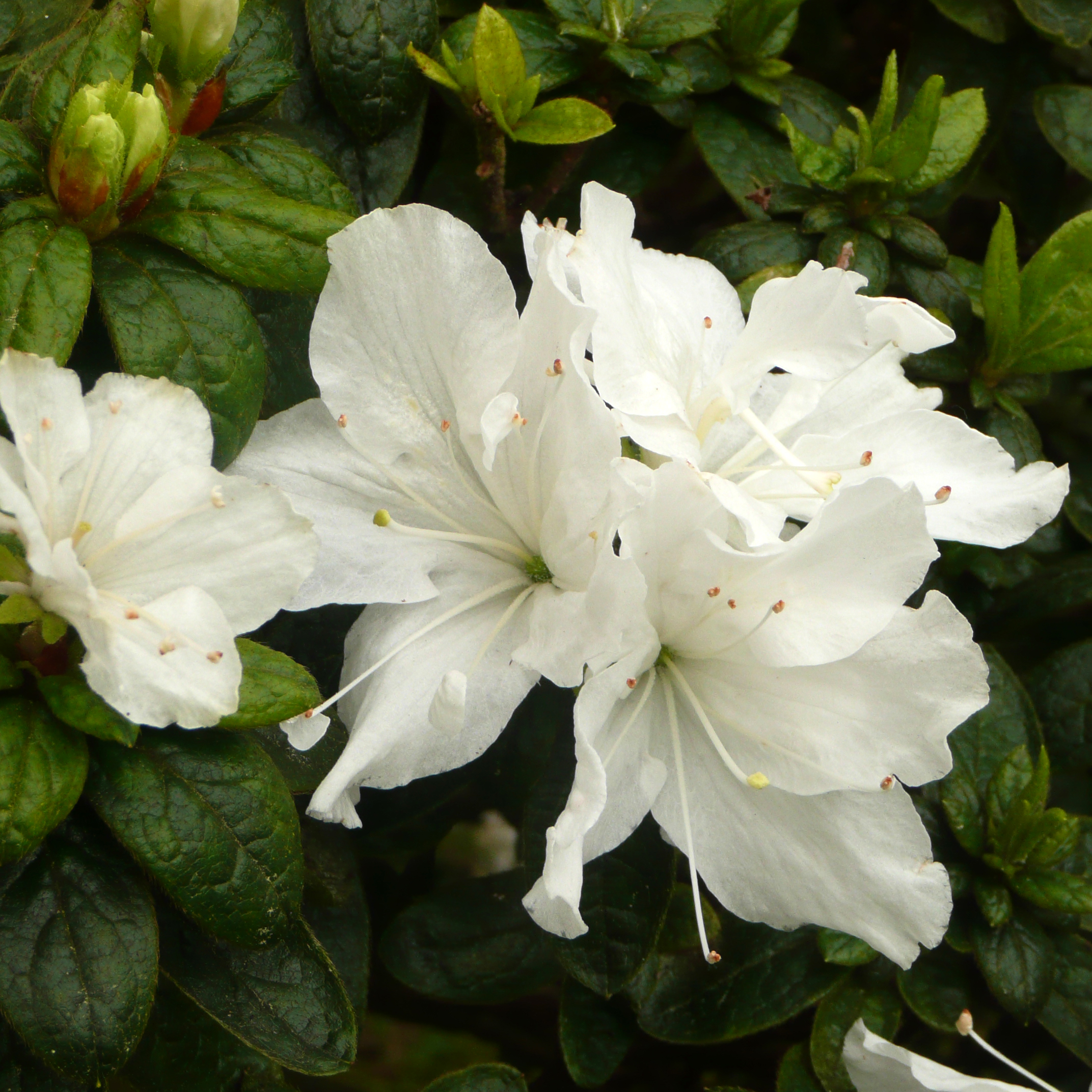
Flores de azaleas.
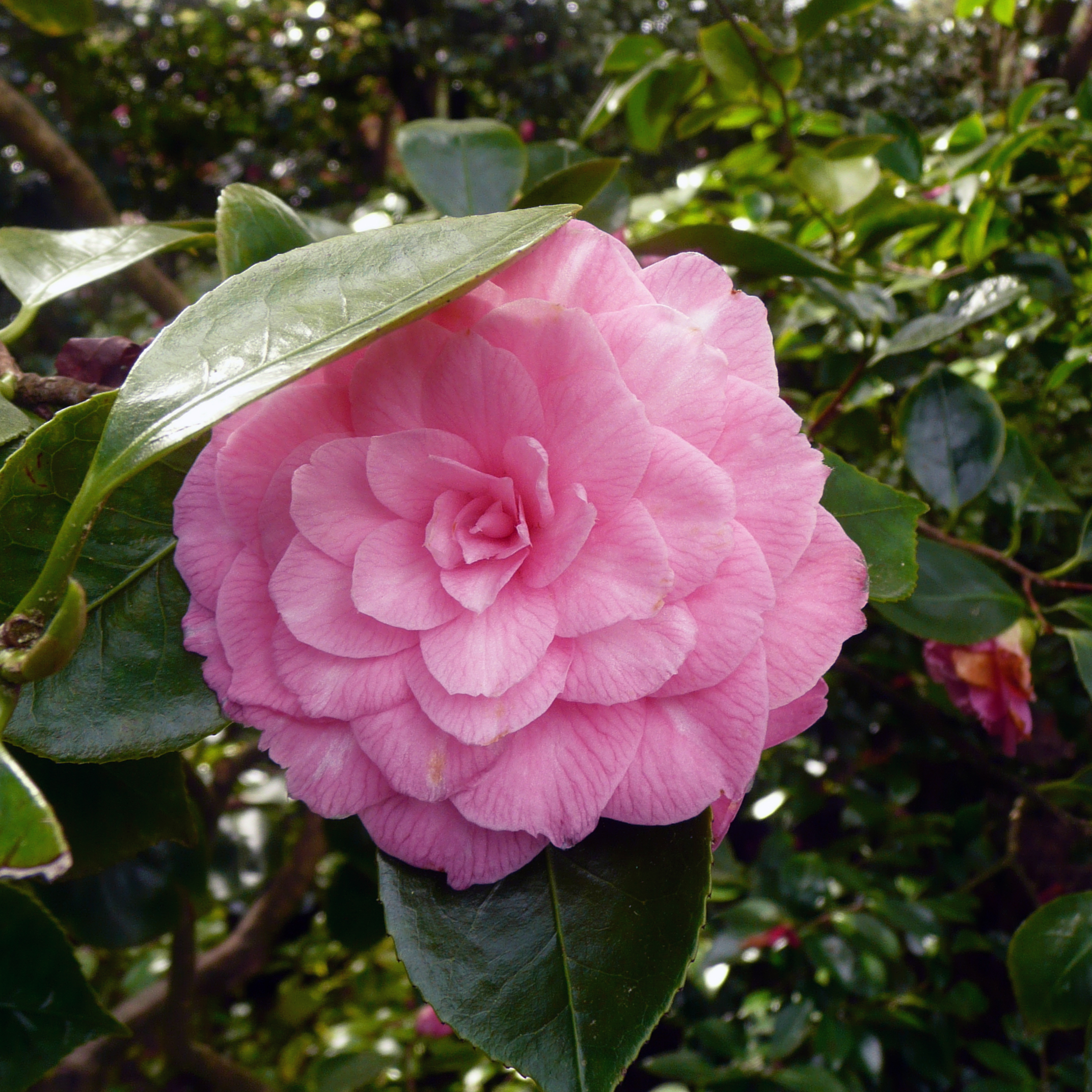
Flores de camelias
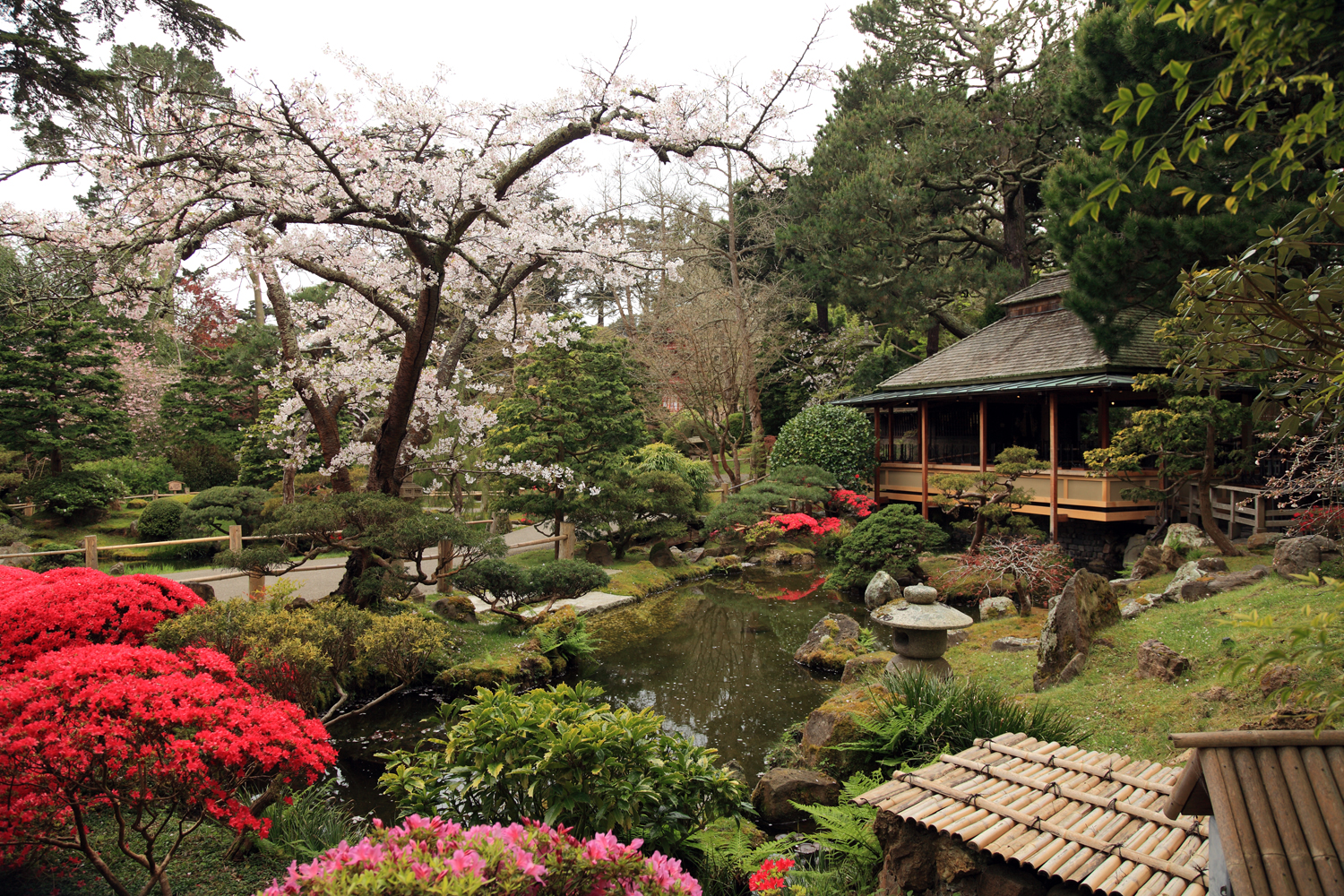
Azaleas en el Hagiwara Tea Garden.

Algunas vistas del "Hagiwara Tea Garden".

Detalles
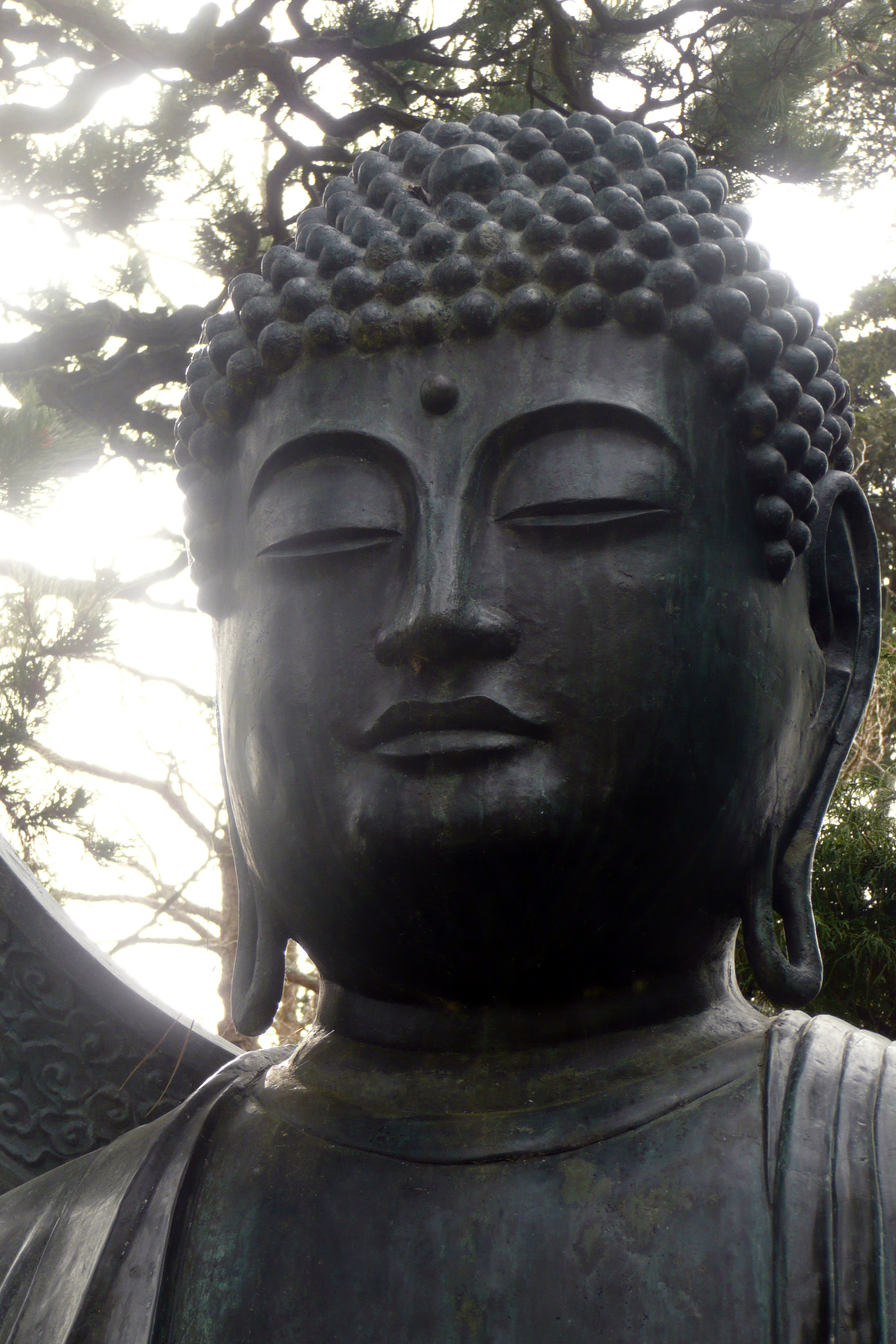
Buda en el Hagiwara Tea Garden.
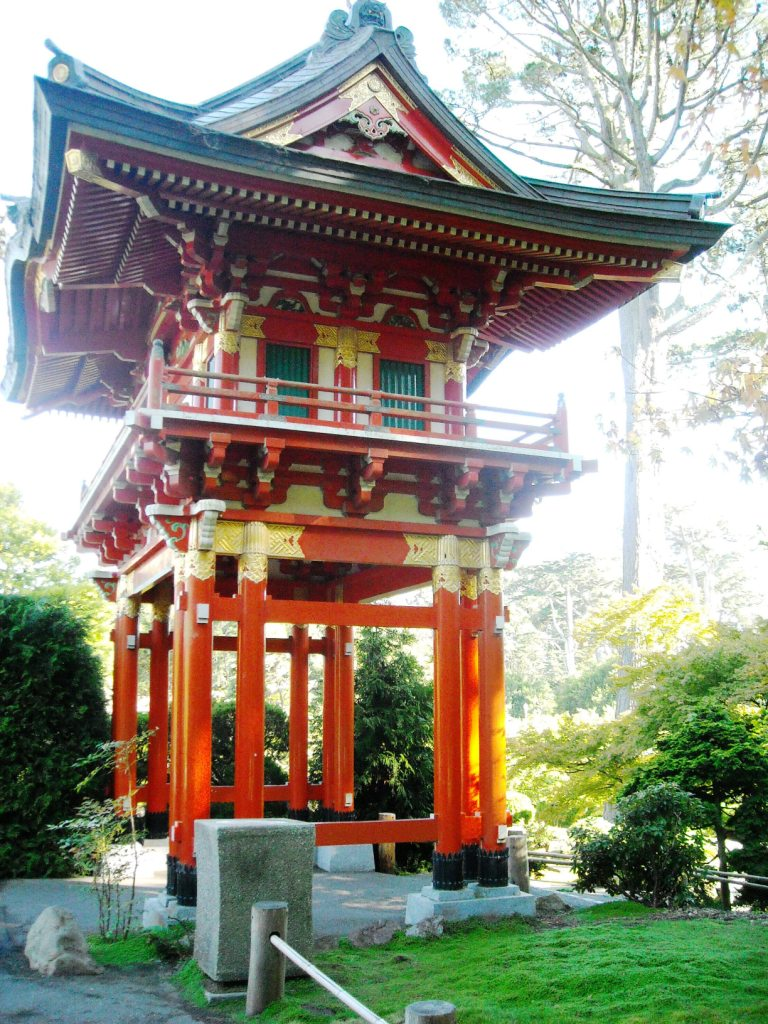
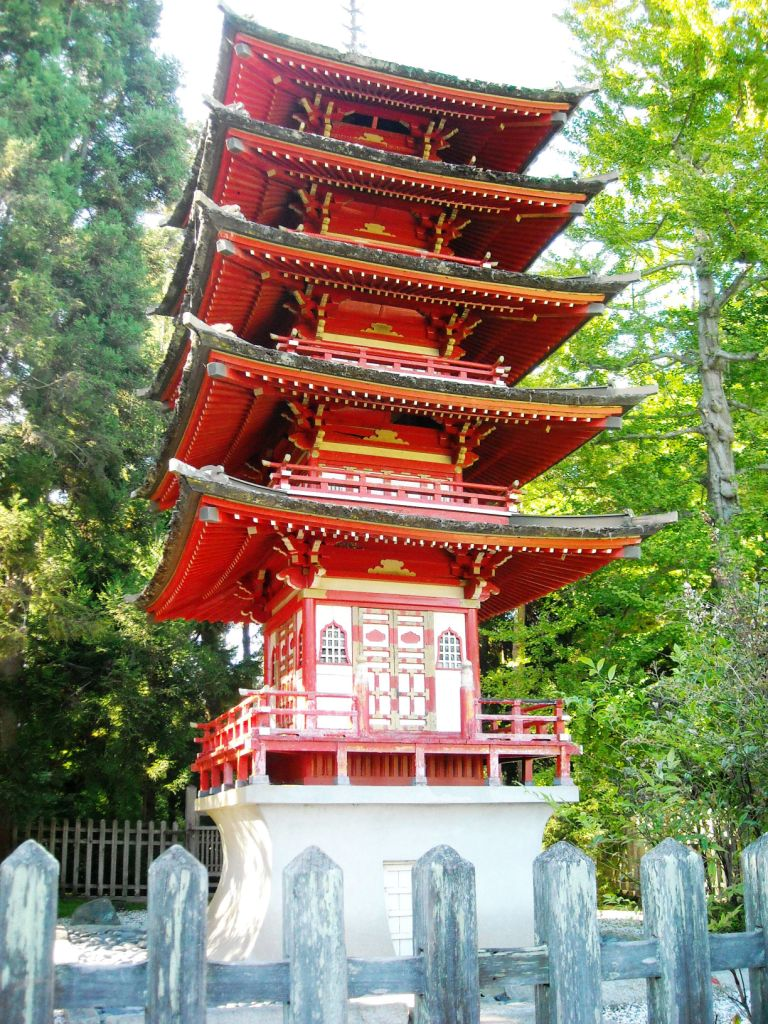
Pagoda en el Hagiwara Tea Garden.
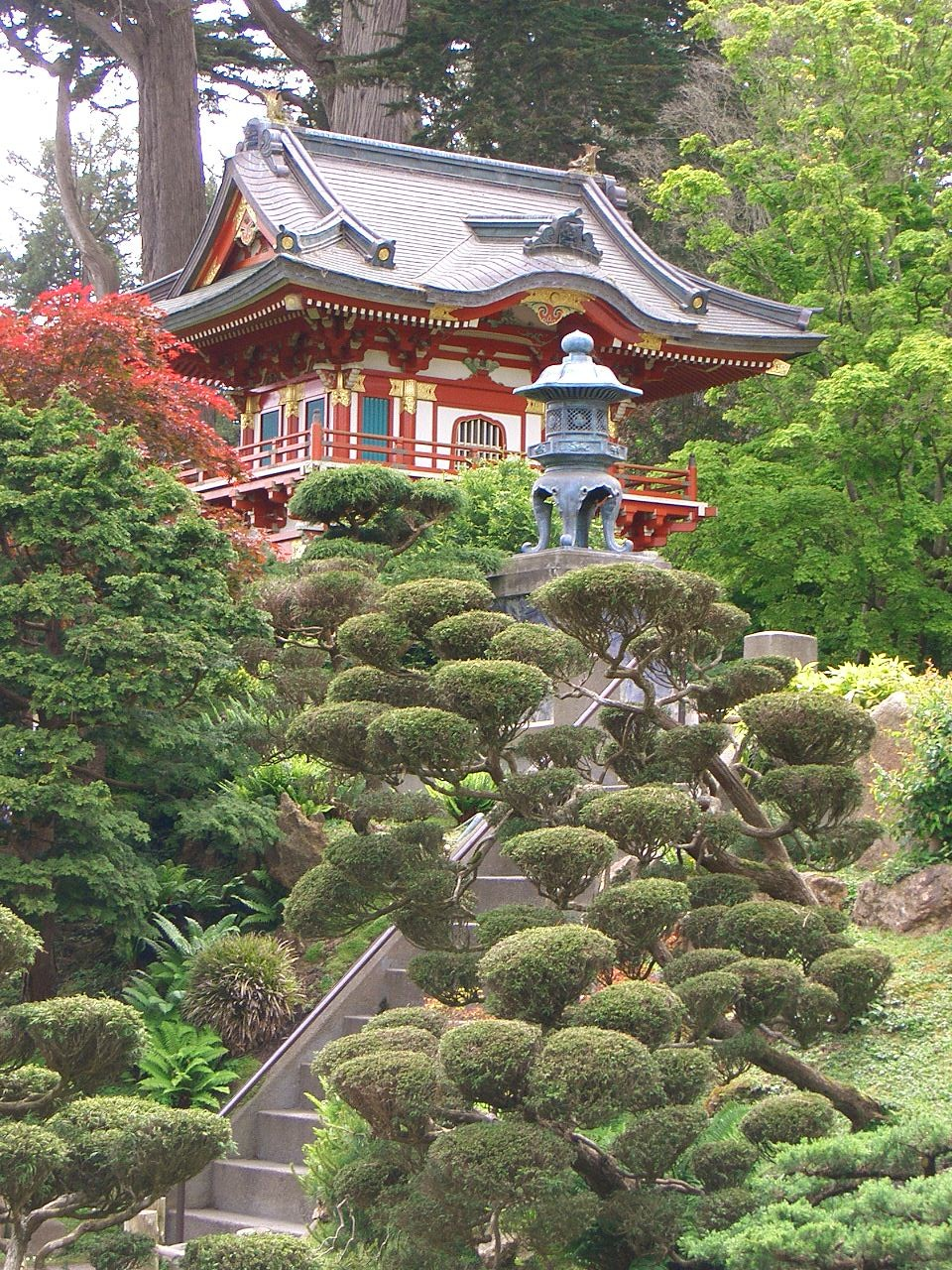
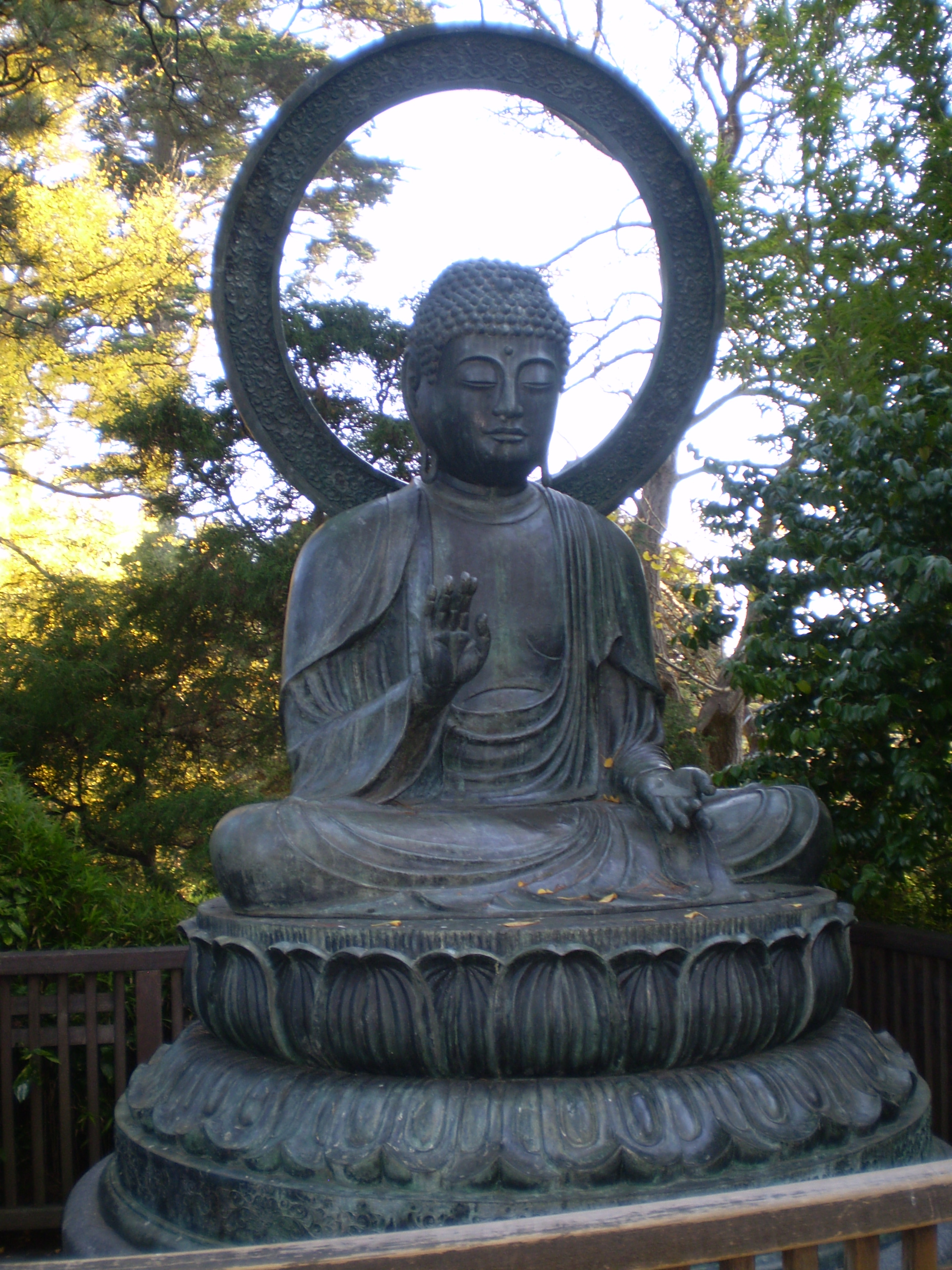

Las linternas de piedra (Tōrō) rodeada de plantas, son parte integrante de un jardín japonés. La forma del tejado atrapará la nieve en el invierno, lo que le dará un aspecto pintoresco con su copete.

Linternas
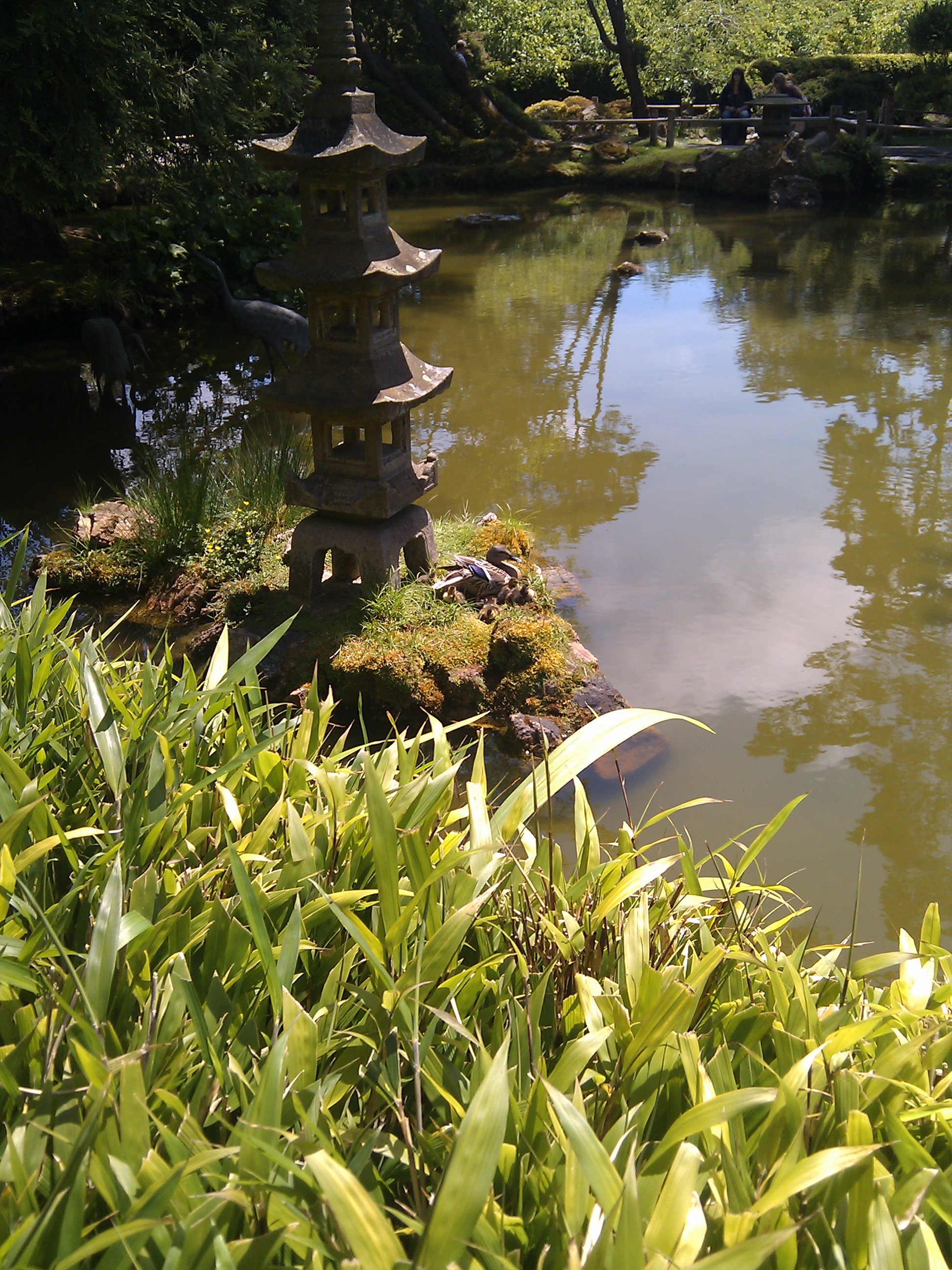
Linterna con forma de pagoda junto al estanque.
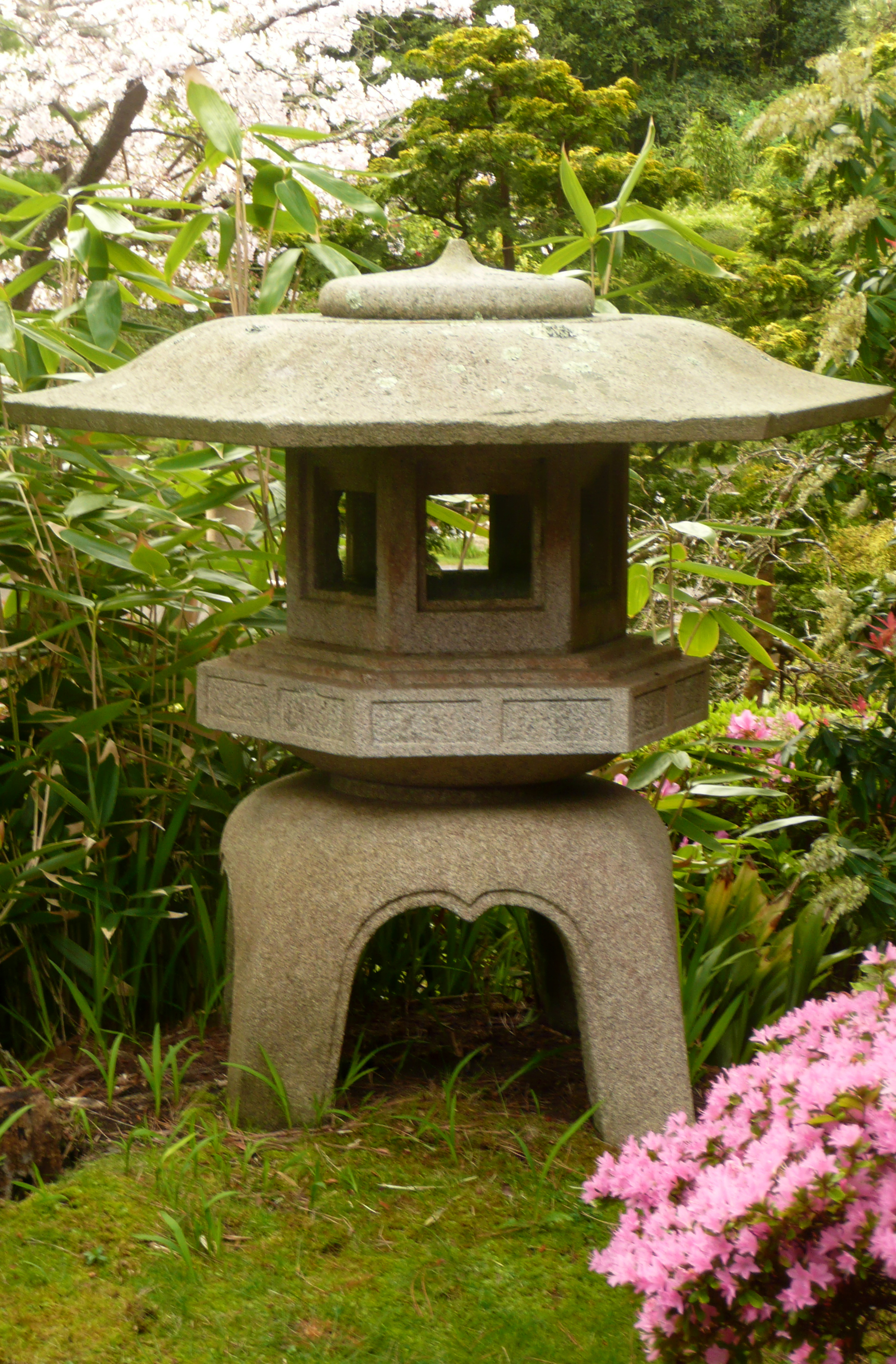
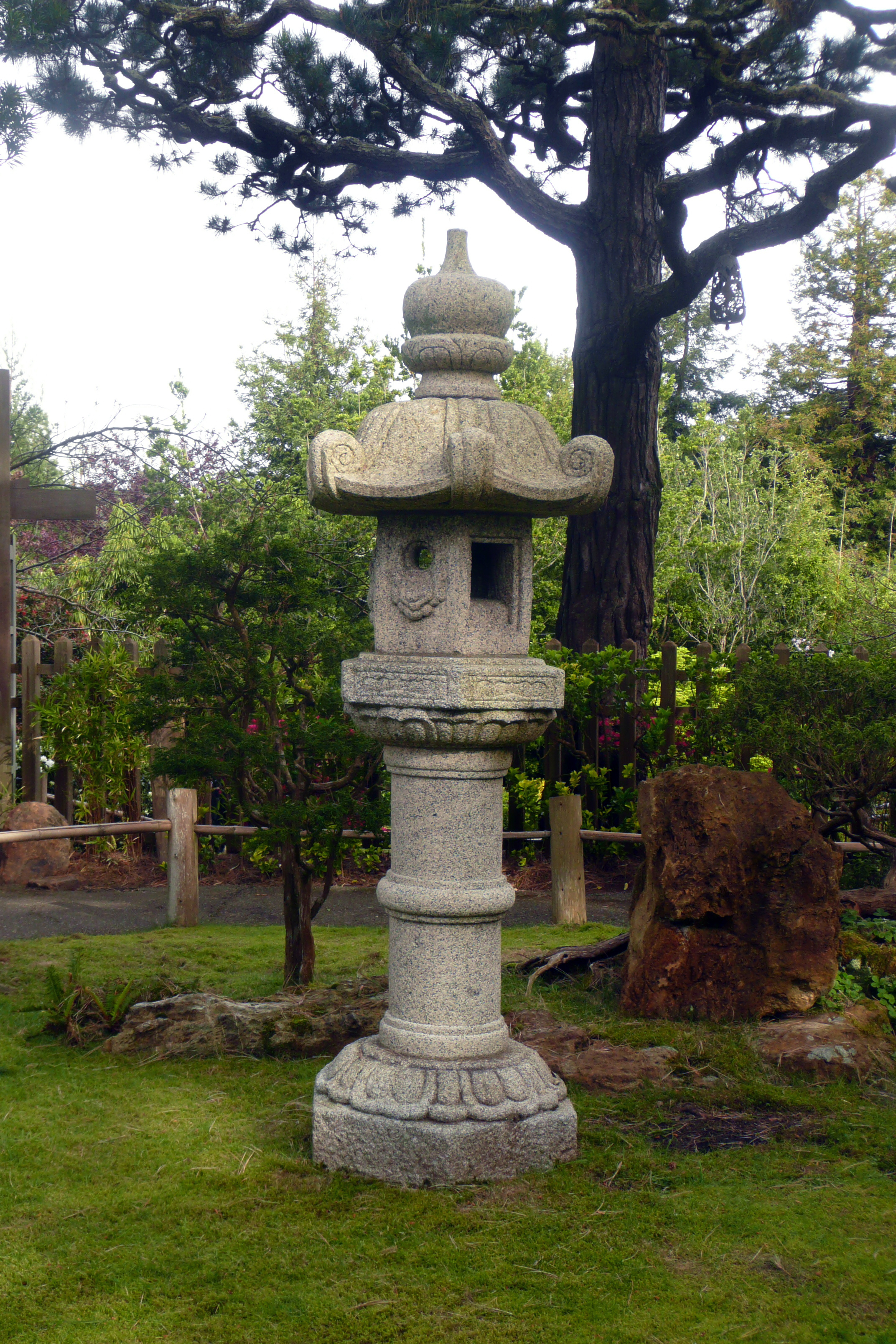
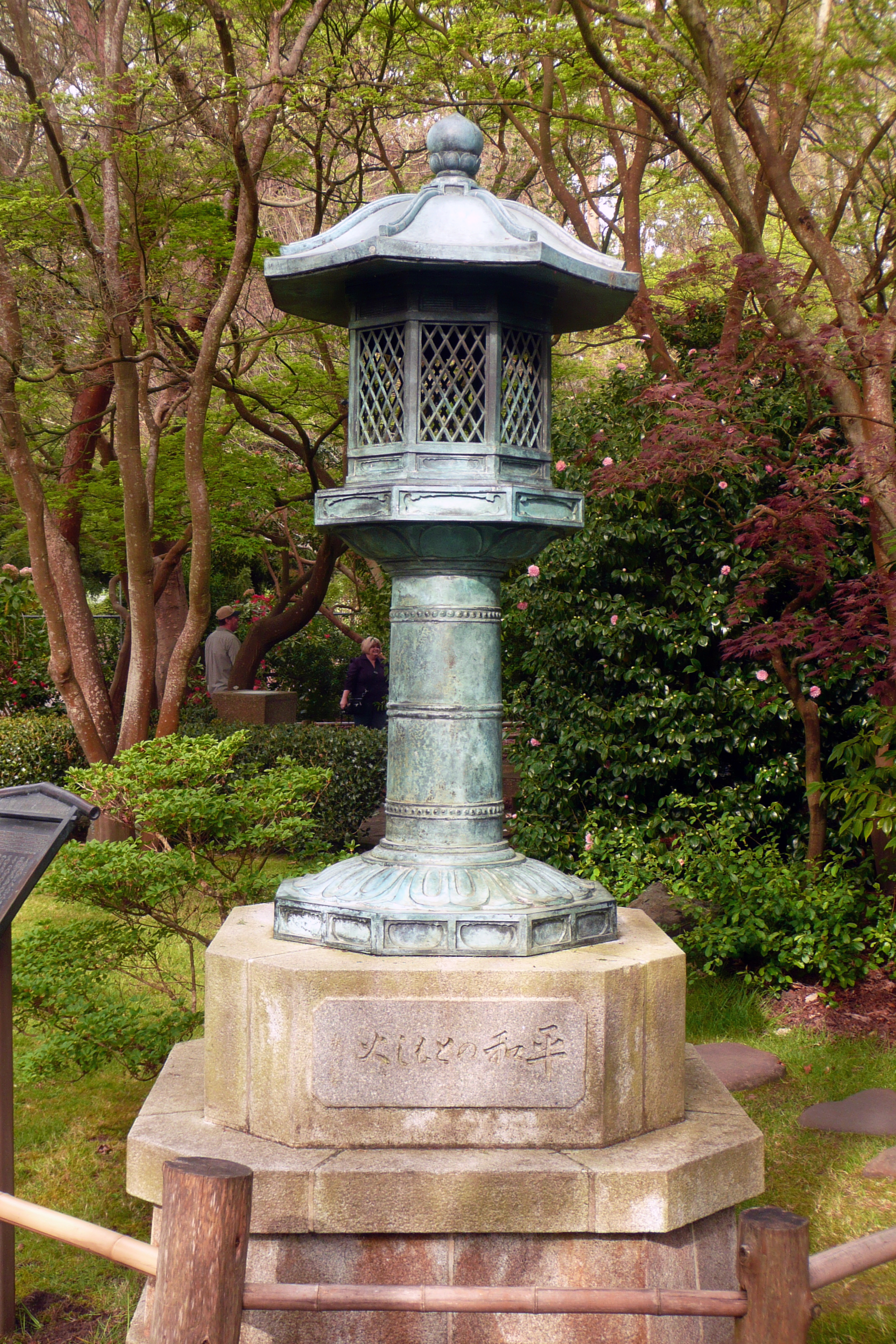
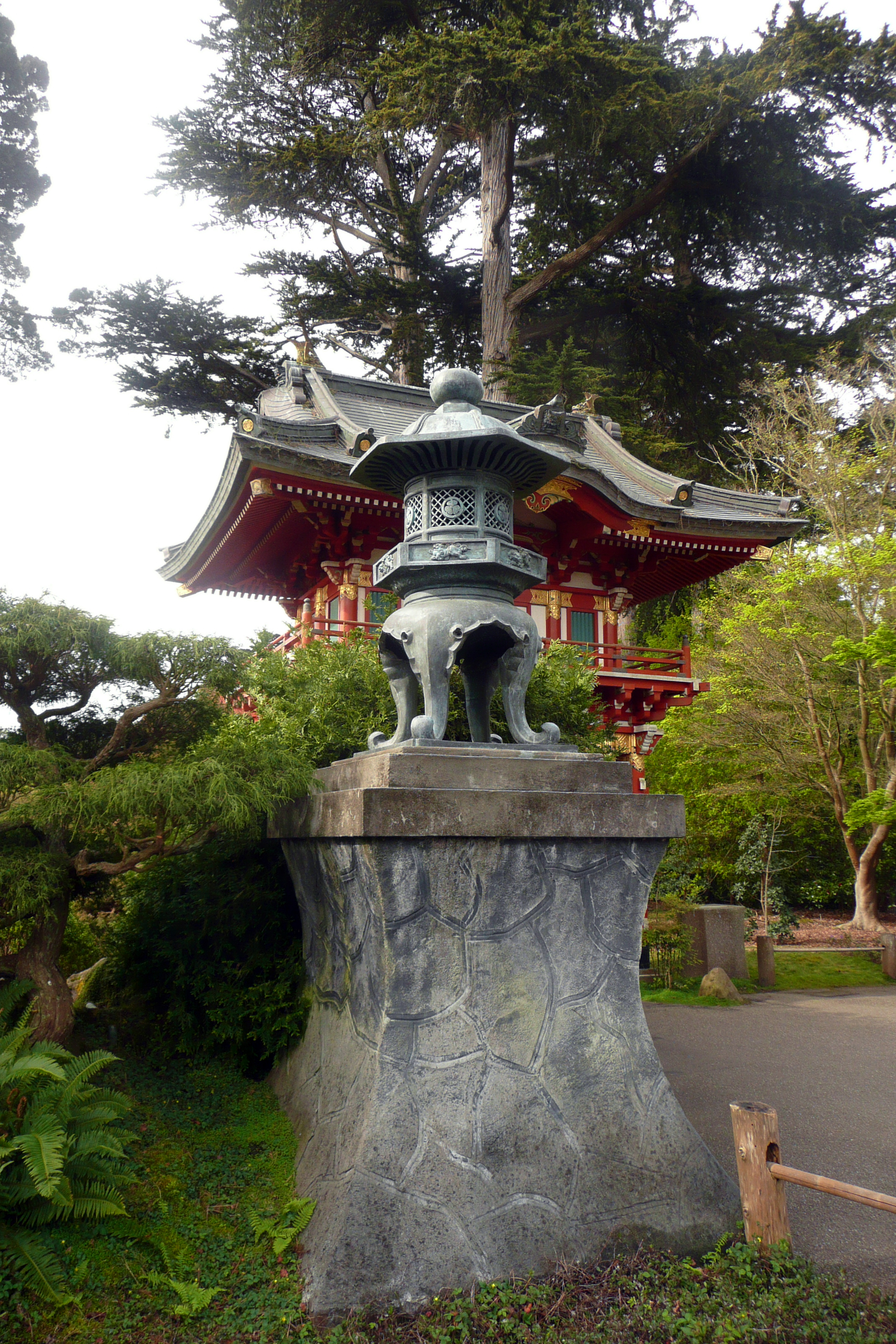